# Outta Love
«Outta Love» — песня немецкой поп-рок-группы Fool's Garden, выпущенная осенью 2020 года в качестве дебютного сингла из альбома Captain... Coast Is Clear. Несмотря на то, что звучание песни во многом не характерно для стиля Fool's Garden, она была высоко оценена критиками. Вместе с «Outta Love» также были выпущены радио-версия и инструментальная версия, а также два ремикса, вследствие чего этот релиз также рассматривается как мини-альбом Outta Love — EP.

## О песне
Композиция представляет собой смесь танцевальной музыки с электропопом, а также с элементами диско. По словам Фолькера Хинкеля, музыканты ставили перед собой цель записать песню, представляющую собой мост между поп-музыкой и EDM, между ретро и современностью, под которую можно было бы танцевать и которая просто оставляла бы слушателя в хорошем настроении. Касательно необычного для Fools Garden стиля вокалист Петер Фройденталер выразился, что «это прекрасно, когда одиннадцатый альбом звучит отлично от первого».

«Однако с «Outta Love» мы на самом деле ставили перед собой цель сделать крутой диско-поп. Современно и ретро одновременно, это было очень весело. И когда мы играем эту песню вживую, мы счастливы, когда видим, что публика хочет танцевать». Оригинальный текст (нем.)Allerdings hatten wir uns tatsächlich bei "Outta Love" zum Ziel gesetzt, eine coole Disco-Pop-Nummer zu machen. Modern und Retro zugleich, das hat sehr viel Spaß gemacht. Und wenn wir den Song nun live spielen, dann freut man sich, wenn man sieht, wie das Publikum tanzen will.
— из интервью Фолькера Хинкеля журналу Brigitte.
Портал darkstars.de описал «Outta Love» как приятную танцевальную поп-песню с ускоренным темпом, но при этом всё равно лёгкую и непринуждённую. Темой песни является расставание с близким человеком и угасшая любовь. «Outta Love» была написана во время режима локдауна при пандемии коронавируса, поэтому, как выразился Петер Фройденталер, эта песня была своего рода «музыкальным криком о помощи».

## Список композиций
| №  | Название                         | Длительность |
| -- | -------------------------------- | ------------ |
| 1. | «Outta Love»                     | 3:32         |
| 2. | «Outta Love (Radio Edit)»        | 3:20         |
| 3. | «Outta Love (Instrumental)»      | 3:32         |
| 4. | «Outta Love (Jeff Bambi Remix)»  | 4:01         |
| 5. | «Outta Love (keine liebe Remix)» | 3:34         |